# Röntgen (cráter)

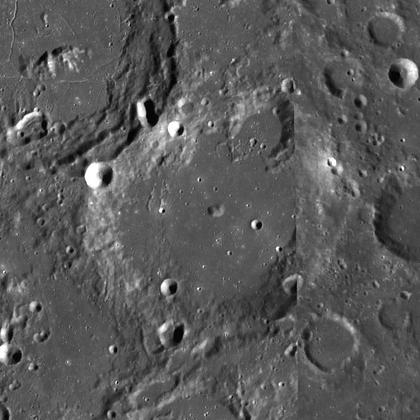
Fotografía de la misión Lunar Reconnaissance Orbiter

Röntgen es un cráter de impacto relativamente grande que se encuentra en el terminador noroeste de la Luna. Su borde exterior noroeste está parcialmente cubierto por el cráter Nernst. Tanto Nernst como Röntgen superan el borde este de la llanura amurallada mucho más grande de Lorentz. El cráter más pequeño Aston está separado del borde este de Röntgen por solamente algunos kilómetros del terreno. Al sur-sureste se halla Voskresenskiy.
|  |

El borde exterior de Röntgen ha sido fuertemente erosionado por impactos posteriores, formando un anillo desigual y desordenado de crestas en la superficie. Un cráter relativamente reciente en forma de copa yace sobre el borde común entre Röntgen y Nernst. El suelo interior de Röntgen es casi llano, con tan solo algunas zonas de terreno irregular cerca de los bordes y una cresta baja cerca del punto medio. La superficie del suelo está marcada por unos cuantos cráteres pequeños y otros diminutos.

## Cráteres satélite
Por convención estos elementos son identificados en los mapas lunares poniendo la letra en el lado del punto medio del cráter que está más cercano a Röntgen.
|         | \| Röntgen \| Coordenadas \| Diámetro \| \| ------- \| ----------------------------- \| -------- \| \| A \| 36°54′N 88°06′O / 36.9, -88.1 \| 18 km \| \| B \| 35°42′N 88°06′O / 35.7, -88.1 \| 16 km \| |          |
| Röntgen | Coordenadas | Diámetro |
| A       | 36°54′N 88°06′O / 36.9, -88.1 | 18 km    |
| B       | 35°42′N 88°06′O / 35.7, -88.1 | 16 km    |